# Ritratto di dama col liuto
Il Ritratto di Dama col Liuto è un olio su tela di Bacchiacca, databile tra il 1494-1557 circa e conservato presso privati, già nella collezione Contini Bonacossi.

## Storia
Tradiziolamente attribuito al Bacchiacca, ora si tende ad associare il dipinto al contesto veneto-padano e più specificamente alla maniera dell'"Amico friulano del Dosso" secondo Roberto Longhi.
Venne messo all'asta nel 2009 da Sotheby's di Milano come opere di Bacchiacca con una valutazione tra i 250 000 e 350 000 euro.
Il dipinto è riconosciuto di particolare interesse storico artistico con Decreto Ministeriale in data 23 gennaio 1998.